# Vahram Gakavian
Vahram Gakavian (arménien : Վահրամ Կաքաւեան), plus connu sous le pseudonyme de Victor Gardon, né le 25 mai 1903 à Van et mort le 29 janvier 1973 à Paris 10e, est un écrivain franco-arménien.

## Biographie

### Jeunesse et formation
Vahram Gakavian naît à Van le 25 mai 1903, dans le quartier arménien « Aïkestan » (vignoble). Son père est membre du parti Arménagan et le domicile familial accueille certaines des réunions du parti, auxquelles Vahram assiste.
En 1915, il assiste aux combats de défense des Arméniens contre les Turcs lors de la défense de Van. Avec le retrait de l'armée impériale russe, il se réfugie à Tiflis (Géorgie) : là-bas, il entre au Séminaire Nersessian, où il a comme camarade Anastase Mikoyan.
En 1917, Vahram Gakavian fuit la révolution bolchevique pour Rostov et, en 1920, il s'installe à Constantinople, où il fréquente le lycée Guétronagan en 1919-1922.
En 1923, il quitte la Turquie pour la France où il s'inscrit à la Sorbonne et, plus tard, fait des études d'ingénieur. Il exerce alors divers métiers, écrivant notamment pour des journaux arméniens et publie la revue littéraire Tzolk d'avril à septembre 1928 avec d'autres jeunes écrivains fréquentant les réunions de l'association Hartkogh. La revue mobilise des écrivains arméniens de gauche qui manifestent un évident activisme militant.
Il travaille dans une imprimerie arménienne et y met sous presse son seul roman en arménien, Grains d’acier (1929), dont la couverture est l’œuvre de son ami le peintre Jean Carzou. L'ouvrage comprend trois nouvelles écrites en 1927-1929 et qu'il avait déjà faites paraître dans Tzolk :
- L'attentat, qui raconte l'exécution d'un traître lors de la révolution nationale de 1894-1908[6] ;
- La grand-mère, ses melons et la guerre, qui raconte l'histoire du jeune Mihrtad, révolutionnaire arménien en Arménie orientale en 1916-1918, arrêté par les autorités tsaristes et envoyé en Sibérie, puis libéré grâce à la révolution d'Octobre et qui parvient enfin à rentrer chez lui auprès de sa grand-mère qui peut librement cultiver les melons de son jardin grâce aux bolcheviks libérateurs[6] ;
- Possession diabolique, récit poétique et symbolique[7].

Il adhère au parti communiste français et collabore aux publications arméniennes du parti comme Archav (« Course », 1932) et Mer Oughine (« Notre voie », 1931-1932).

### Seconde Guerre mondiale
En 1939, Vahram Gakavian est mobilisé sous les drapeaux français lors de la Seconde Guerre mondiale et est envoyé au front début avril 1940. Fait prisonnier, il réussit à s'évader d'Allemagne lors de sa troisième tentative.
Il décide à son retour en France en 1942 de rejoindre la Résistance dans le réseau de Jean Cavaillès sous le pseudonyme de Victor Gardon et participe à de nombreuses actions. Il organise la désertion massive de la garnison arménienne de la Wehrmacht à Mende et participe à la libération de Mende. Selon l'historienne Anouche Kunth, ce serait environ 400 prisonniers de guerre arméniens devenus soldats au service de l'Allemagne qui, après leur désertion, sont scindés en quatre bataillons et participent à la libération du Gard à l'été 1944.
Il devient chef de l’État-major de liaison pour les ressortissants soviétiques et commande le « 1er régiment de partisans soviétiques » né du regroupement des prisonniers arméniens libérés.
Il est ensuite nommé commandant de l'armée française et reçoit en 1947 la médaille de chevalier de la Légion d'honneur à titre militaire pour services éminents rendus à la France. Il est naturalisé en 1946.

### Après guerre
Après la Libération, les Gakavian s'installent à Bonneuil-sur-Marne où son épouse est nommée directrice d'école primaire tandis que Vahram est représentant d'un fabricant de microscopes électroniques.
Il fréquente les milieux intellectuels arméniens et français de Paris, étant notamment proche d'Achod Nichanian, de Ghévont Méloyan, de Carzou, de Nigoghos Sarafian, de Noubar Arpiarian ou encore de Raymond Aron. Après avoir disparu de la scène littéraire arménienne depuis la fin des années 1930, Vahram Gakavian participe à la revue littéraire Arevmoudk à partir de fin 1946. Pour la revue, il traduit notamment en arménien du H. G. Wells ou présente des œuvres d'André Malraux et de François Mauriac.
Il est membre actif de l'Association des Français originaires du Vaspourakan et crée la Fédération des Français d'origine arménienne. Il continue à écrire dans la presse arménienne, entre autres au quotidien parisien Haratch. Mais il prend conscience que c'est en français que les Arméniens doivent se faire connaître, écrivant notamment :

« Il faut que les Français nous connaissent et soient informés de notre passé, de notre histoire et de notre tragédie. »

Vahram Gakavian est l'auteur de publications philosophiques, multiplie les conférences en France et à l'étranger puis se consacre au roman dans la deuxième moitié des années 1950. Il renonce à écrire en arménien au profit du français et, alors qu'il participait à la revue Arevmoudk, s'éloigne progressivement des milieux littéraires arméniens, se tenant en particulier loin du cercle qui publie dans Andastan, qui prend le relai d'Arevmoudk à partir de 1952.
En mars 1955, grâce aux services rendus à la France, il obtient la légalisation de son nom de résistant, Victor Gardon.
Le 20 octobre 1959, Charles de Gaulle lui envoie une lettre de remerciement pour l'envoi de son livre Le Vert Soleil de la Vie, lui écrivant entre autres : « De souvenirs qui vous ont laissé une enfance éprouvée, dans un monde rude et dur, vous avez tiré un livre profondément émouvant ». Il envoie ensuite une copie de cette lettre à son ami écrivain Levon Tutundjian. Vahram et Levon s'écrivent de nombreuses lettres sur plusieurs années.
Atteint d'une crise cardiaque, il est hospitalisé à l'hôpital Lariboisière où il meurt le 29 janvier 1973. Il est enterré à Bonneuil-sur-Marne. Trois jours avant, il avait envoyé un article sur Nigoghos Sarafian au quotidien Haratch publié le 28 janvier 1973. Un an après sa disparition, une soirée à sa mémoire a lieu le 26 janvier 1974 à la Fondation des traditions arméniennes (Alfortville), animée par Raymond Aron, le professeur Arpiarian et le peintre Carzou.

### Vie privée
Vahram Gakavian se marie avec Hélène, une institutrice française ; ils ont deux enfants.

## Œuvre[20]

### En arménien
- (hy) Պողպատէ սերմեր [« Grains d'acier »], Paris, Impr. J. Nersès,‎ 1929, 64 p. (lire en ligne), unique roman en langue arménienne de son auteur[6]

### En français
- Le Vert Soleil de la vie, Paris, Éditions Stock, 1959 (œuvre dont est tiré un scénario radiophonique intitulé Les Charmes de Sémiramis, en 1961[21] ; un projet de film, pour lequel Françoise Rosay avait accepté d'être la grand-mère, est aussi pendant un temps en chantier, mais n'aboutit pas[1])
- Le Chevalier à l'émeraude, Paris, Éditions Stock, 1961, 438 p.
- L'Apocalypse écarlate, Paris, Calmann-Lévy, 1970, 380 p.

Ces trois romans se présentent comme une trilogie. En 2008, ils sont rassemblés en un seul livre par les éditions Stock et Christine Gardon, petite-fille de Vahram, sous le titre Le Vanetsi, une enfance arménienne,.
- Le Vanetsi : Une enfance arménienne  (préf. Jean-Marie Carzou et Christine Gardon), Paris, Éditions Stock, 2008, 1027 p. (ISBN 978-2-234-06126-2, présentation en ligne)

## Décorations
- Chevalier de la Légion d'honneur en 1947[1]
- Médaille de la Résistance française en 1947[25]